# 이스타디우 다 루스
이스타디우 다 루스(Estádio da Luz)는 포르투갈 리스본에 위치한 경기장으로, 공식 명칭은 이스타디우 두 스포르트 리즈보아 이 벤피카(Estádio do Sport Lisboa e Benfica, SL 벤피카 경기장)이다. 경기장 이름은 포르투갈어로 "빛의 경기장"을 뜻한다. 벤피카의 홈 구장으로 사용되고 있으며 벤피카 서포터들은 이 경기장을 아 카테드랄(A Catedral, 포르투갈어로 "성당"이라는 뜻)이라는 별칭으로 부른다.
기존의 경기장은 1954년에 개장했으며 2002년에 해체되었다. 현재의 경기장은 2003년 10월 25일에 개장했으며 같은 날 벤피카는 우루과이의 나시오날과 개장 기념 친선 경기를 개최했다. 65,647명을 수용할 수 있으며 UEFA 유로 2004 경기가 열린 경기장이기도 하다.
2014년 5월 24일 2013-14시즌 UEFA 챔피언스리그의 결승전이 개최되었고 이 경기는 스페인의 두 클럽 레알 마드리드와 아틀레티코 마드리드의 마드리드 더비로 개최되었다. 레알 마드리드가 연장전까지 가는 접전 끝에 역전승을 거두며 통산 10번째 UEFA 챔피언스리그 우승, 즉 '라데시마(La Decima)'를 달성하였다.
코로나19 범유행으로 인해 터키 이스탄불 아타튀르크 올림픽 경기장에서 열릴 예정이던 2019-20년 UEFA 챔피언스리그 결승전이 이곳에서 열리는 것으로 변경되었다.

## 기록

### 2002년 FIFA 월드컵 유럽 지역 예선
| 날짜            | 팀 1     | 스코어 | 팀 2       | 라운드 |
| --------------- | -------- | ------ | ---------- | ------ |
| 2000년 10월 7일 | 포르투갈 | 1 - 1  | 아일랜드   | 2조    |
| 2001년 10월 6일 | 포르투갈 | 5 - 1  | 에스토니아 | 2조    |

## 사진

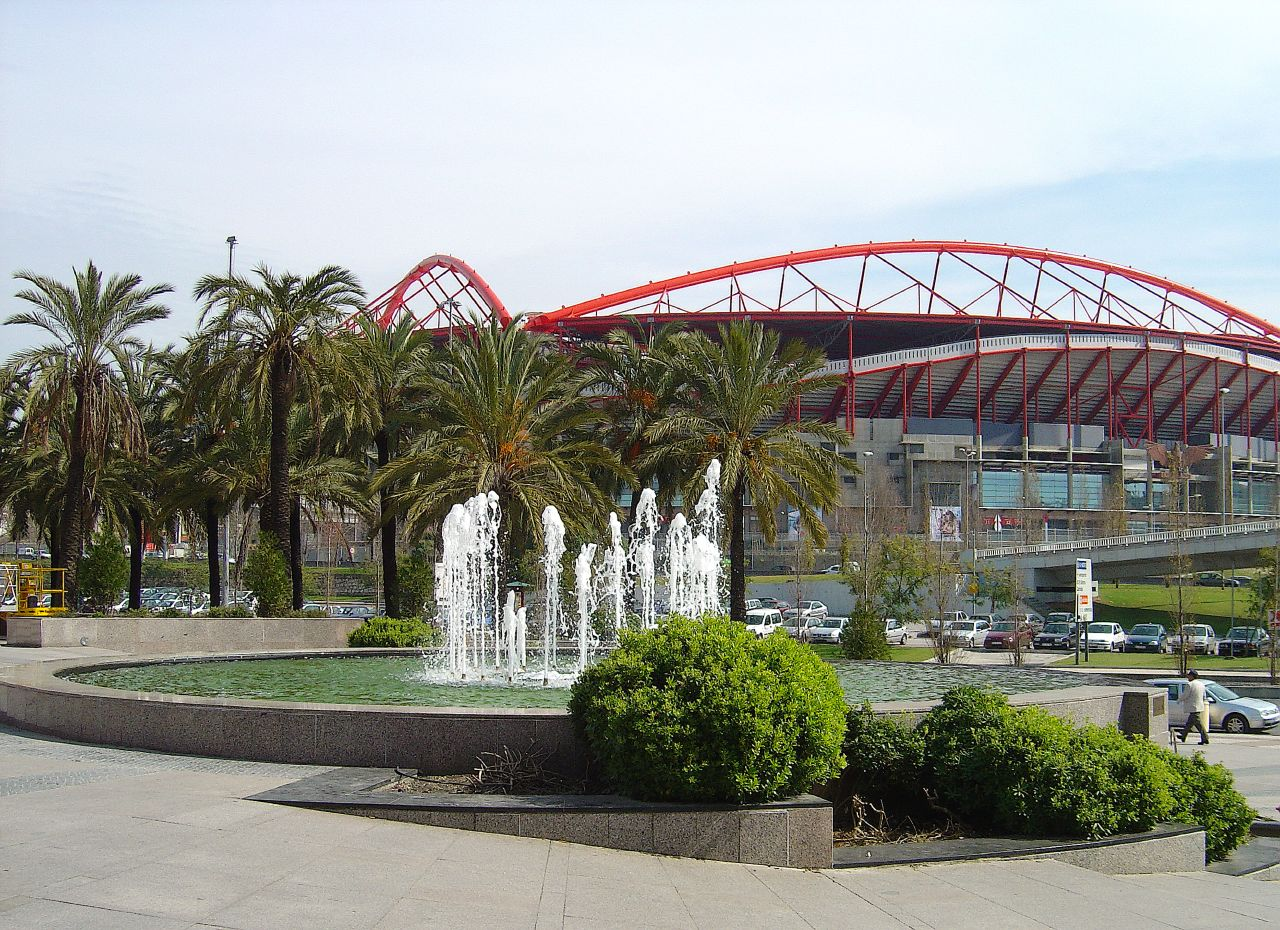
밖에서 본 경기장의 모습
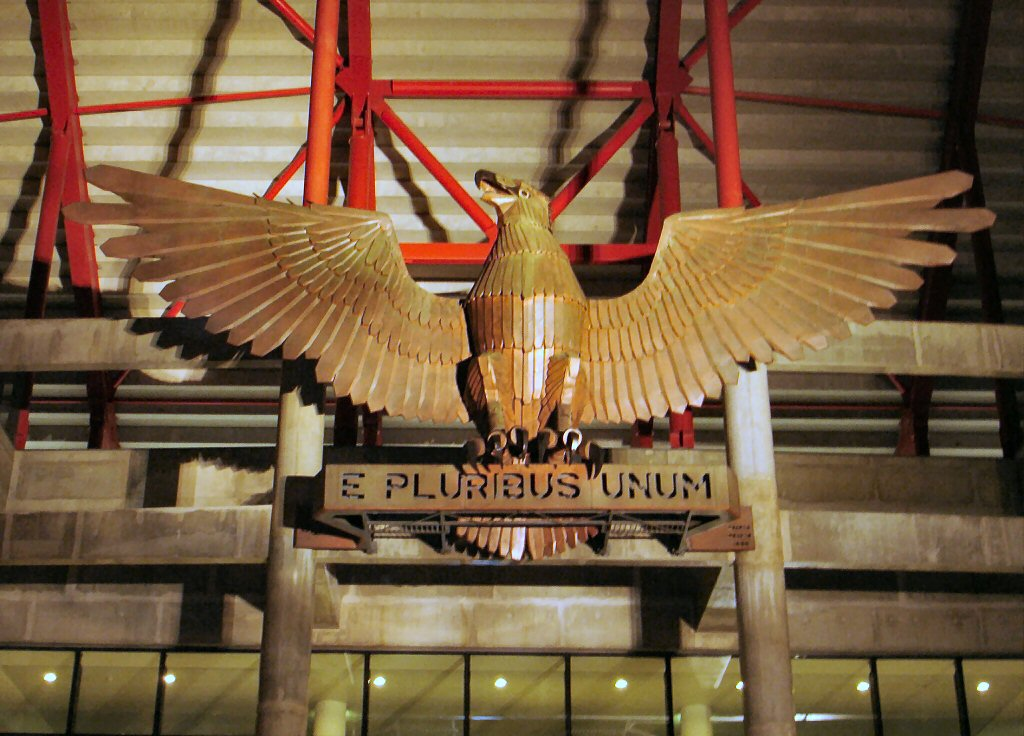
경기장 입구에 설치된 SL 벤피카 엠블럼 장식
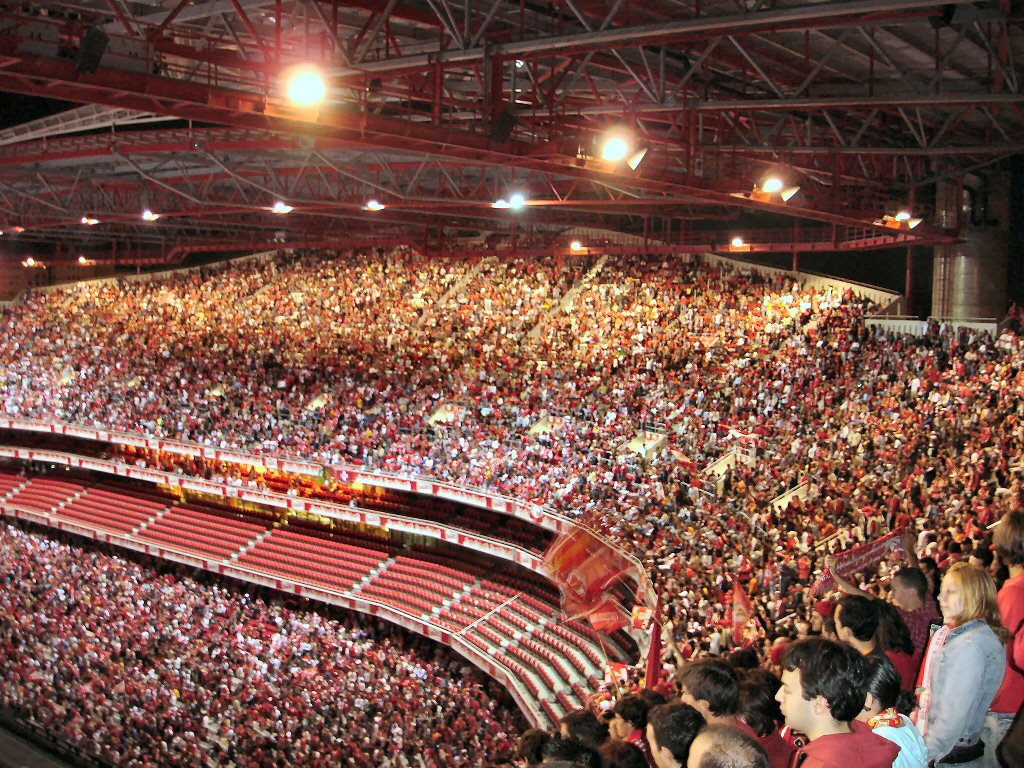
경기장에 모인 SL 벤피카 서포터
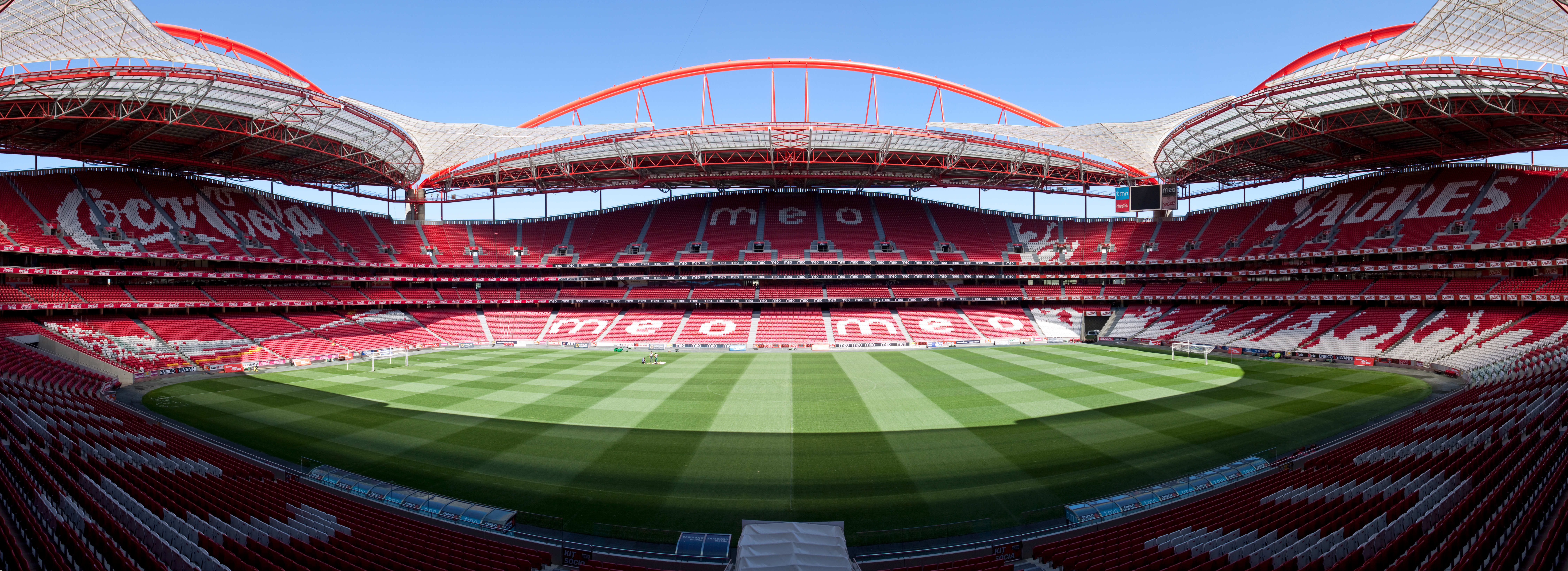
경기장 내부 모습
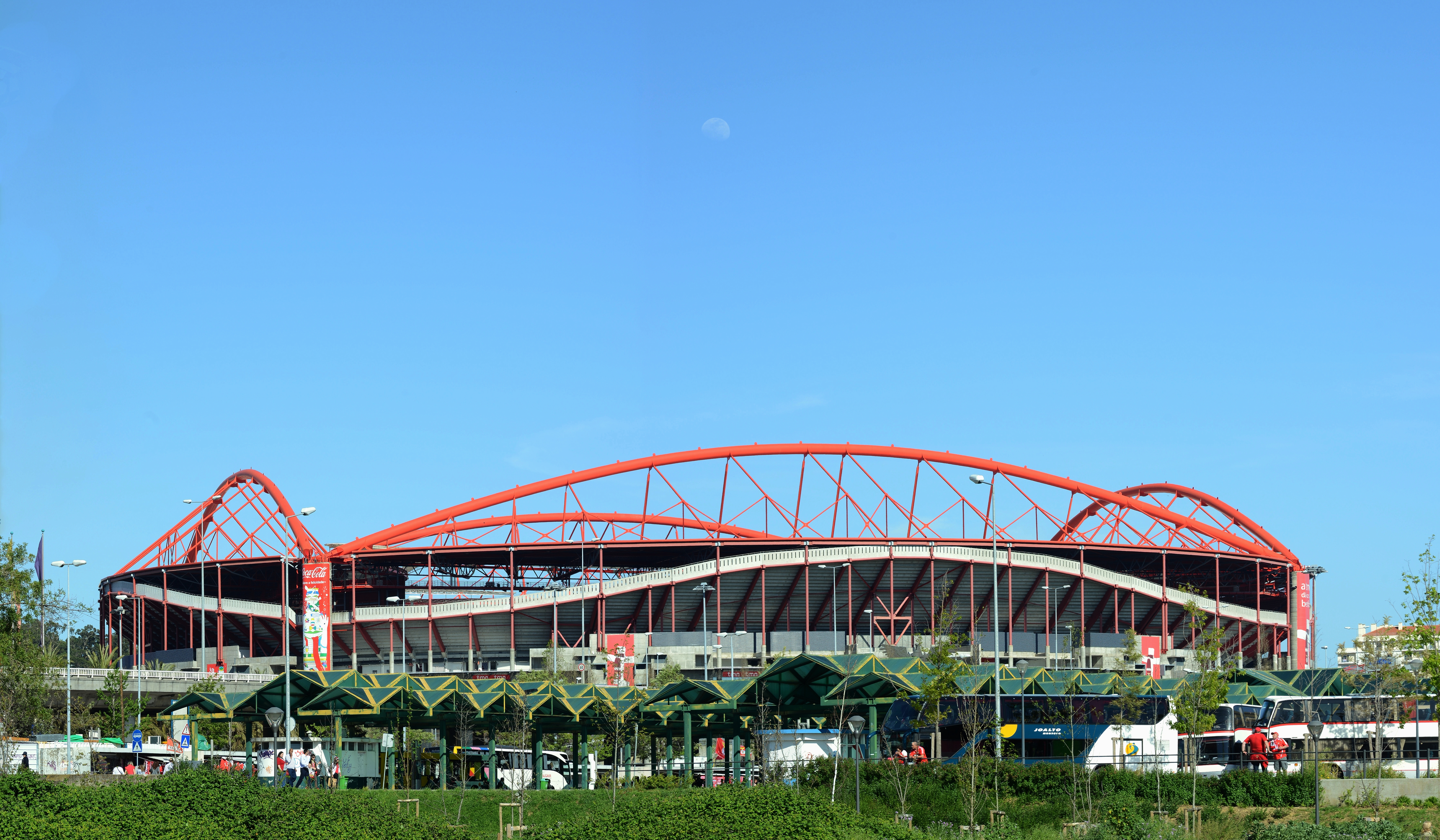